# Luehdorfia japonica
Luehdorfia japonica је врста инсекта из реда лептира (лат. Lepidoptera) и породице једрилаца (лат. Papilionidae).

## Распрострањење
Врста има станиште у Јапану и Кини.

## Станиште
Врста Luehdorfia japonica има станиште на копну.

## Угроженост
Ова врста је на нижем степену опасности од изумирања, и сматра се скоро угроженим таксоном.